# Arcanotherium
Arcanotherium — вимерлий рід ранніх хоботних, що належить до родини Numidotheriidae, який жив у Північній Африці в період пізнього еоцену/раннього олігоцену.

## Таксономія
Arcanotherium спочатку був описаний Судом (1995) як новий вид Numidotherium, N. savagei, на основі нижньої щелепи, знайденої наприкінці 1960-х років у відкладах пізнього еоцену в Дор-ель-Тальха, Лівія. Однак після того, як матеріал Barytherium з Лівії став доступним для палеонтологів, неописаний матеріал з колекції спонукав Delmer (2009) встановити Arcanotherium для N. savagei.